# Achiel Pittery
Achiel Pittery (8 november 1912 - Middelkerke, 14 april 2008) was een Belgisch politicus. Hij was 38 jaar burgemeester van Wilskerke.

## Biografie
Hij was de zoon van August Pittery, die enige tijd burgemeester was van Wilskerke. Achiel Pittery huwde met Agnes Decroos. Zij overleed op jonge leeftijd, waarna hij hertrouwde met Florentina Ingelbrecht.
Ook Achiel Pittery werd actief in de gemeentepolitiek en nam deel aan de gemeenteraadsverkiezingen. In 1938 werd hij meteen burgemeester van Wilskerke op 25-jarige leeftijd, toen de minimumleeftijd voor het burgemeesterschap. Pittery kon de volgende decennia zijn burgemeesterschap verlengen en door het gebrek aan tegenstand werden er tussen 1962 en 1976 zelfs geen gemeenteraadsverkiezingen gehouden en werd de gemeenteraad ongewijzigd voortgezet.
Pittery bleef burgemeester tot Wilskerke in 1977 een deelgemeente van Middelkerke werd. Hij was zodoende de laatste burgemeester van Wilskerke. Na de fusie nam hij deel aan de verkiezingen in Middelkerke op de CVP-lijst, samen met oud-burgemeesters Julien Soetaert van Westende en Pol Vermander van Slijpe. De lijst haalde acht zetels, maar werd naar de oppositie verwezen. Bij de verkiezingen van 1982 werd hij niet meer herkozen en verliet hij de politiek.
Hij was daarnaast ook een tijd provincieraadslid.
In 2006 werd Pittery opgenomen in het woon- en zorgcentrum De Ril in Middelkerke, waar hij in 2008 overleed.